# Joseph Félon

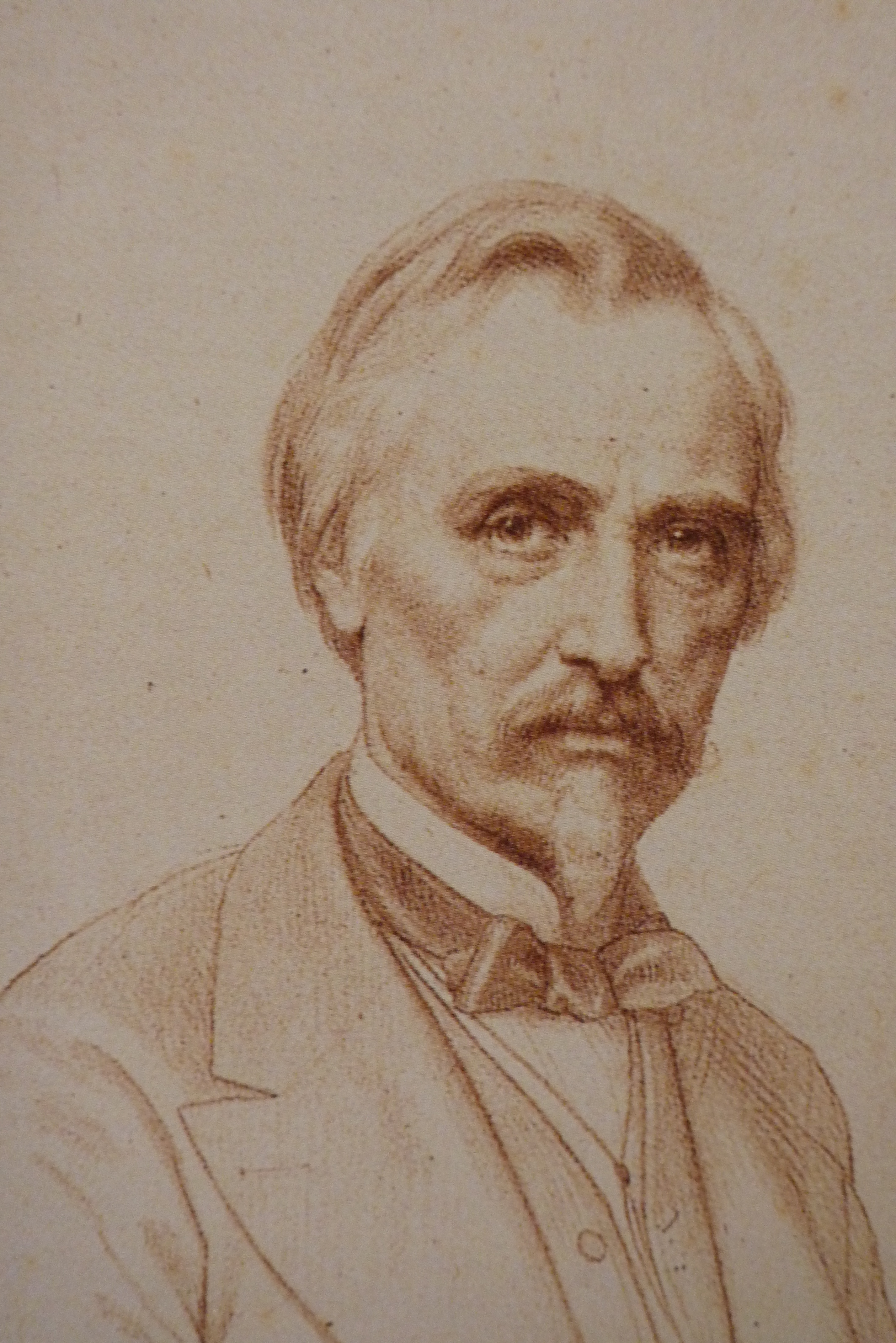
Joseph Félon, Selbstporträt von 1881

Joseph Félon (* 21. August 1818 in Bordeaux; † 1896 in Nizza) war ein französischer Maler, Bildhauer, Lithograf und Glasmaler.  

## Leben und Wirken
Joseph Félon war als Maler, Zeichner und Lithograf tätig, wobei er um 1830 auch Vorlagen aus der Hand anderer Künstler, wie Gustave de Galard, nachempfand. Im Jahr 1857 erhielt Félon den Auftrag 22 Kartons für Chorfenster der Kirche Sainte Pérpetue in Nîmes zu zeichnen. Diese wurden von der Glasmalerei Frédéric Martin in Avignon ausgeführt. 
Im Jahr 1864 erhielt er von der Stadt Paris den Auftrag die Westrosette der Kirche St-Étienne-du-Mont zu restaurieren, die aus dem 17. Jahrhundert stammt. In der gleichen Kirche schuf er 1866 ein neues Fenster mit Motiven aus der Kindheit Christi. 1868 erhielt er den Auftrag das Fenster Sagesse de Salomon (Weisheit des Salomon) in der Kirche St-Gervais-St-Protais zu restaurieren. 
Joseph Félon schuf 1876 ein Fenster mit dem Thema der Erlösung in einer Kapelle der Kirche Saint-Séverin. Obwohl er ursprünglich nicht Glasmaler war, konnte Joseph Félon eine Werkstatt in Paris einrichten und erhielt viele öffentliche und private Aufträge.
Félon schuf unter anderem Skulpturen an den Fassaden der Präfektur vom Département Gard (Nîmes), des Pavillon Richelieu (Louvre), an der Sorbonne und für Kirchen.

Gemälde, Lithographien und Skulpturen
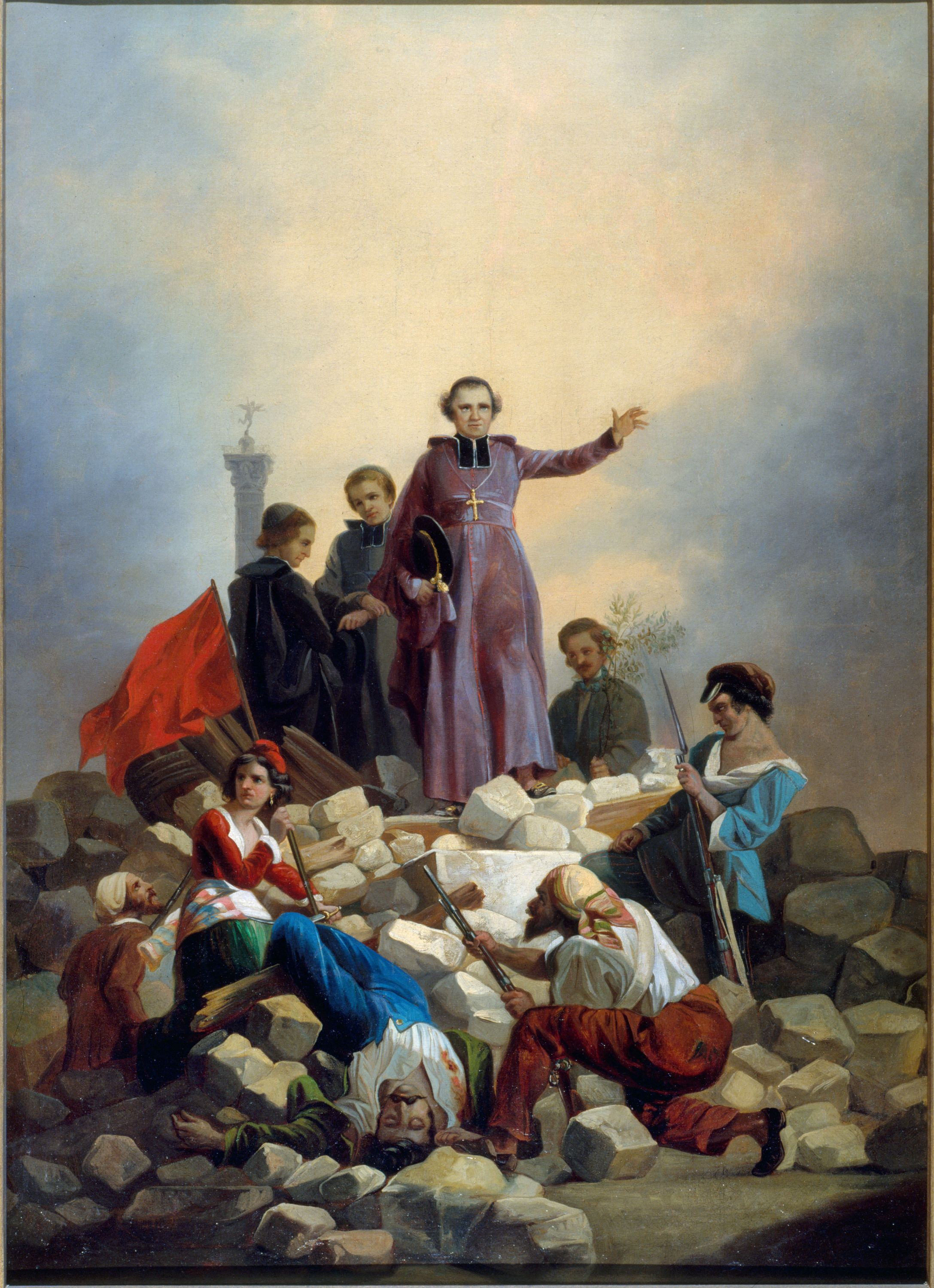
Monseigneur Affre auf der Barrikade (1848), Musée Carnavalet
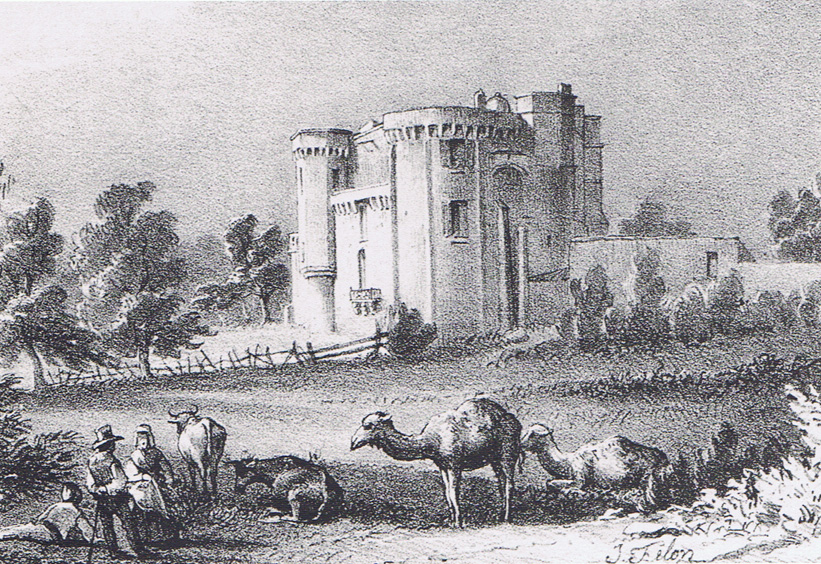
Des dromadaires dans les Landes de Gascogne, Lithographie nach Galard (um 1830)
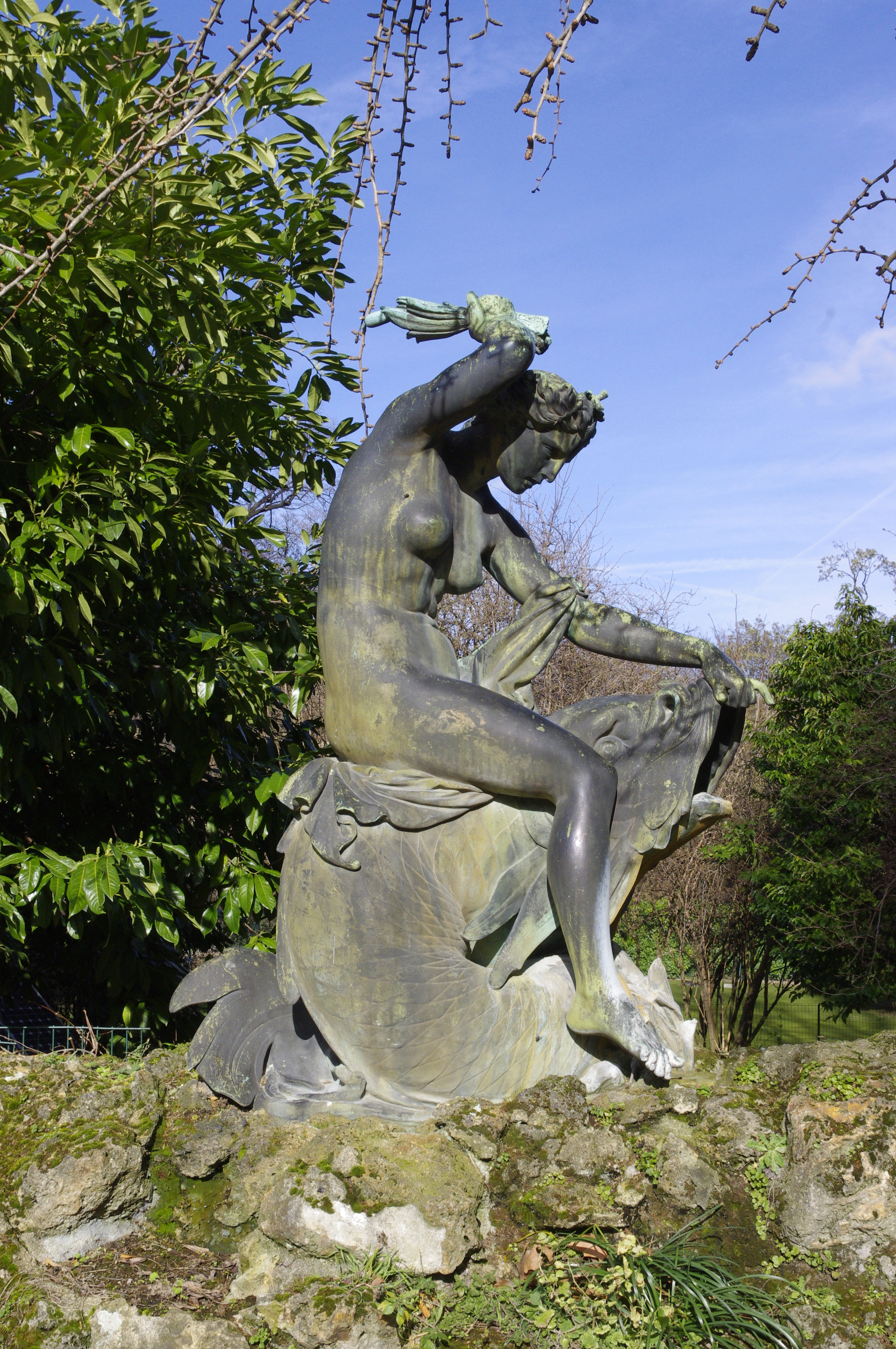
Nymphe auf einem Delphin reitend, Jardin des Plantes
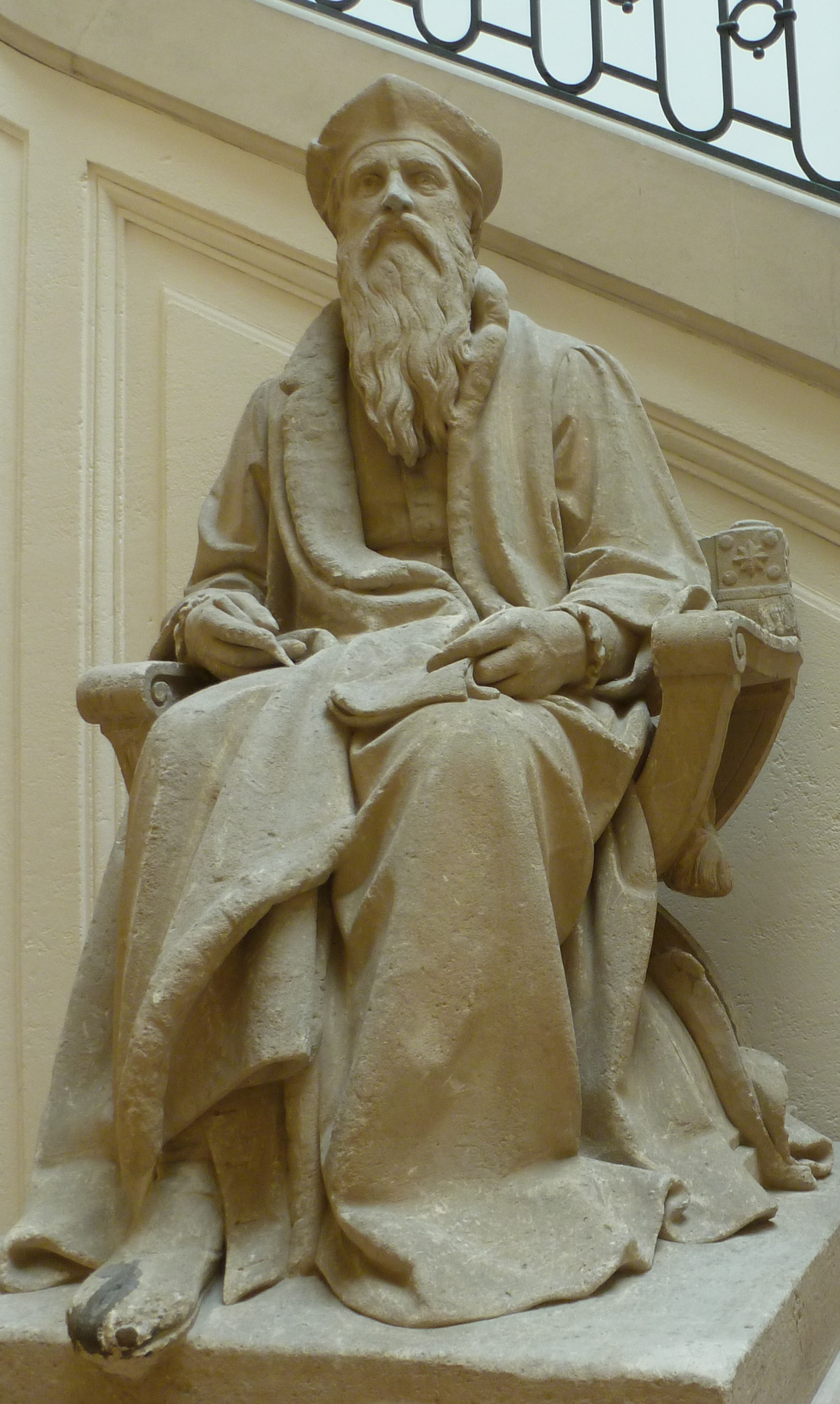
Statue des Cujas, Faculté de Droit, Bordeaux
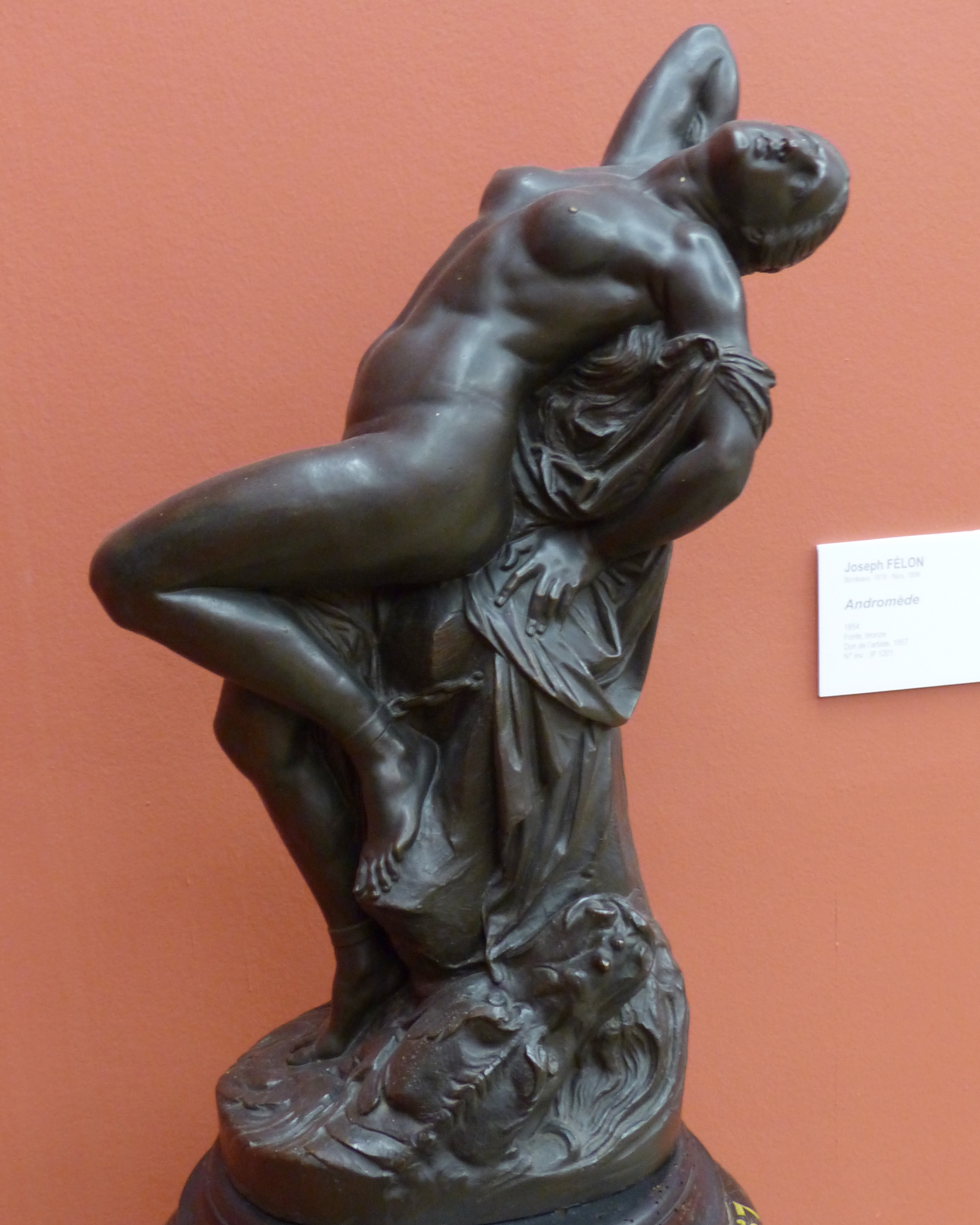
Bronze Andromède (1854), Musée des Beaux Arts Nîmes